# Vittorio Fraschini
Vittorio Fraschini (Asti, 1º gennaio 1776 – Asti, 8 marzo 1858) è stato un magistrato e politico italiano.

## Biografia
Laureato in Giurisprudenza e divenuto avvocato, nella I legislatura del Regno subalpino fu eletto a rappresentare alla Camera dei deputati il collegio della sua città natale e nella II, III e IV legislatura rappresentò il collegio di San Damiano d'Asti. Il 14 gennaio 1850 con decreto del Re fu nominato senatore del Regno e consigliere di Stato. Il 27 ottobre 1853 diventò Avvocato generale presso il Magistrato di cassazione di Torino.